# Nesselblättriger Ehrenpreis
Der Nesselblättrige Ehrenpreis (Veronica urticifolia), auch Nesselblatt-Ehrenpreis genannt, ist eine Pflanzenart aus der Gattung Ehrenpreis (Veronica) innerhalb der Familie der Wegerichgewächse (Plantaginaceae). Sie gedeiht in den Kalkalpen und den Gebirgen Südeuropas.

## Beschreibung

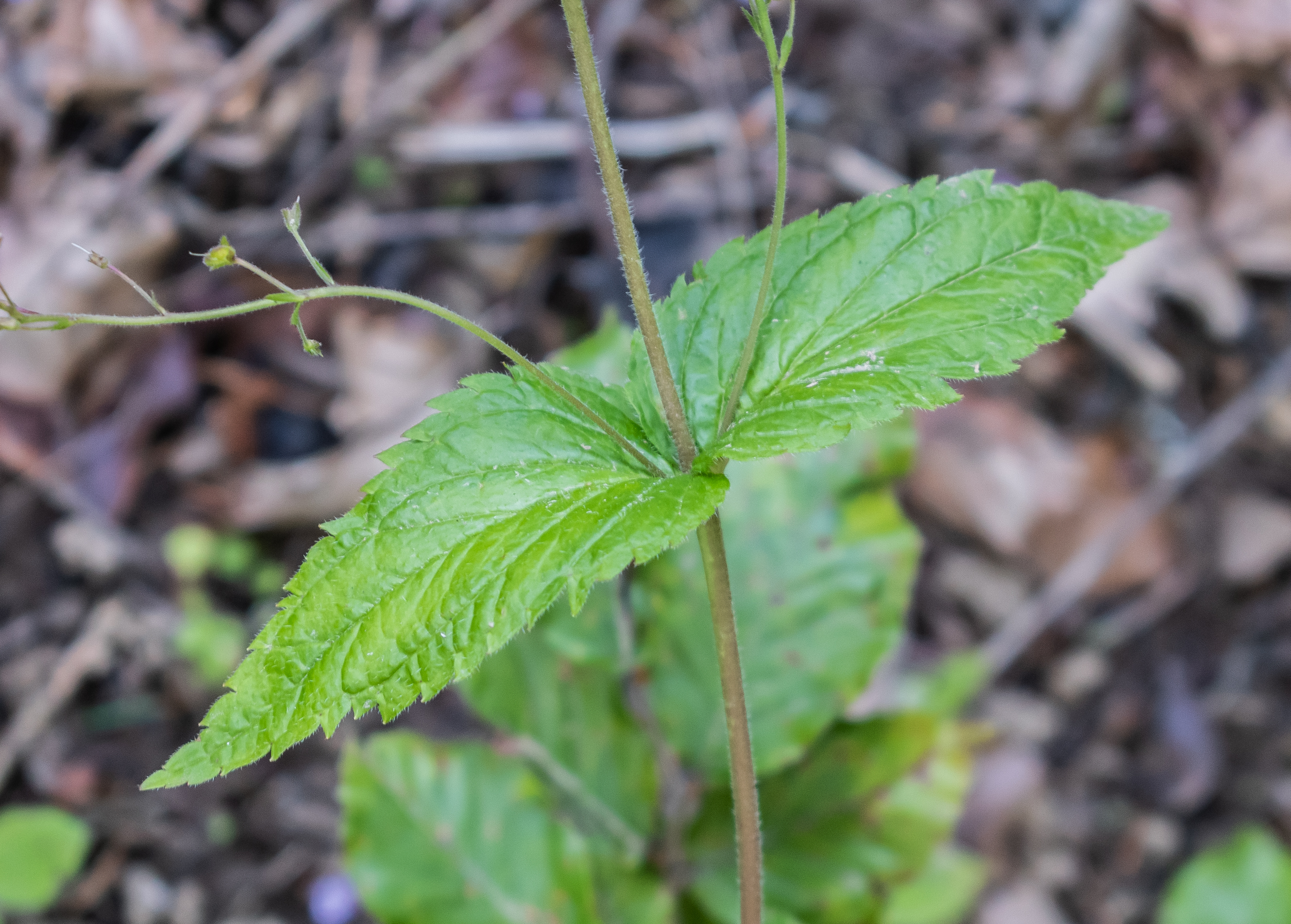
Stängel und gegenständige, sitzende Laubblätter

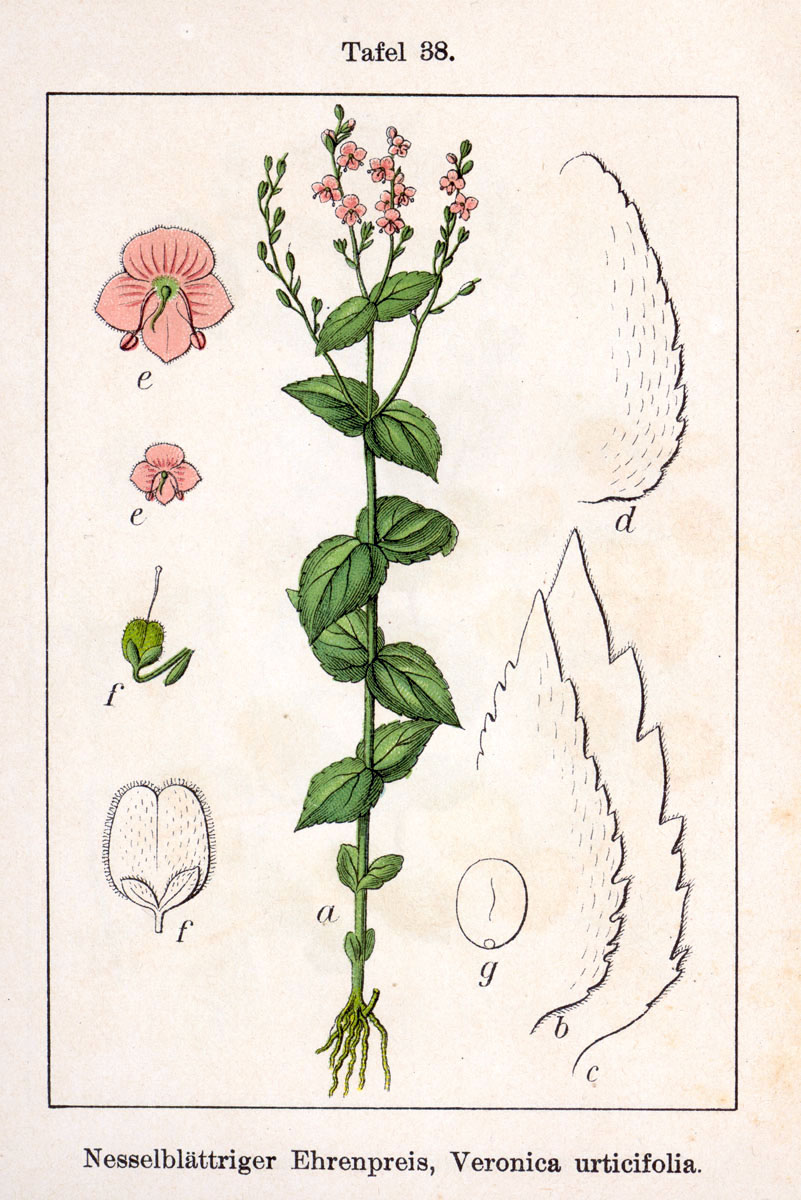
Illustration in Jakob Sturm:
Deutschlands Flora in Abbildungen,
Stuttgart 1796

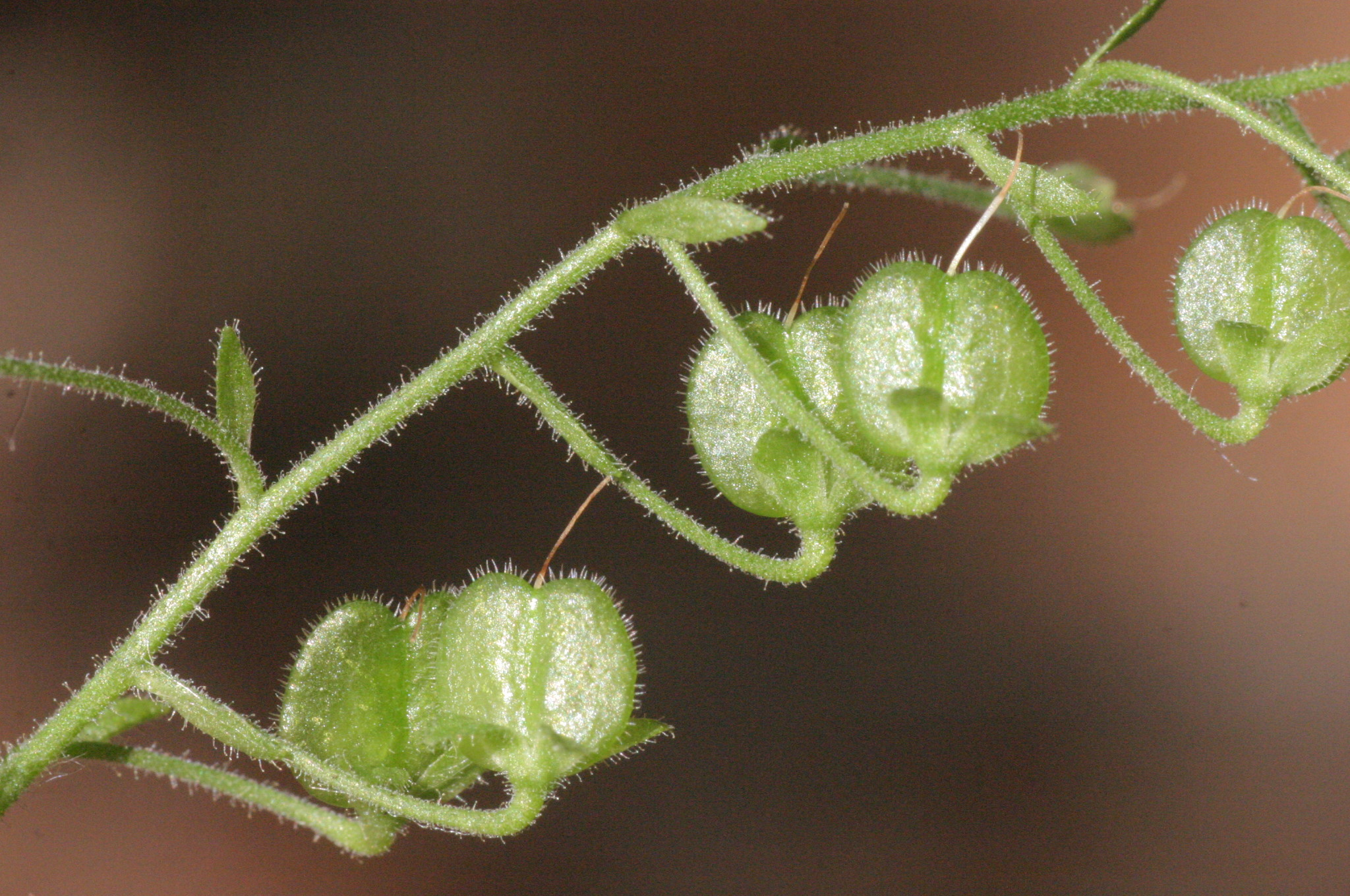
Kapselfrüchte und Indument

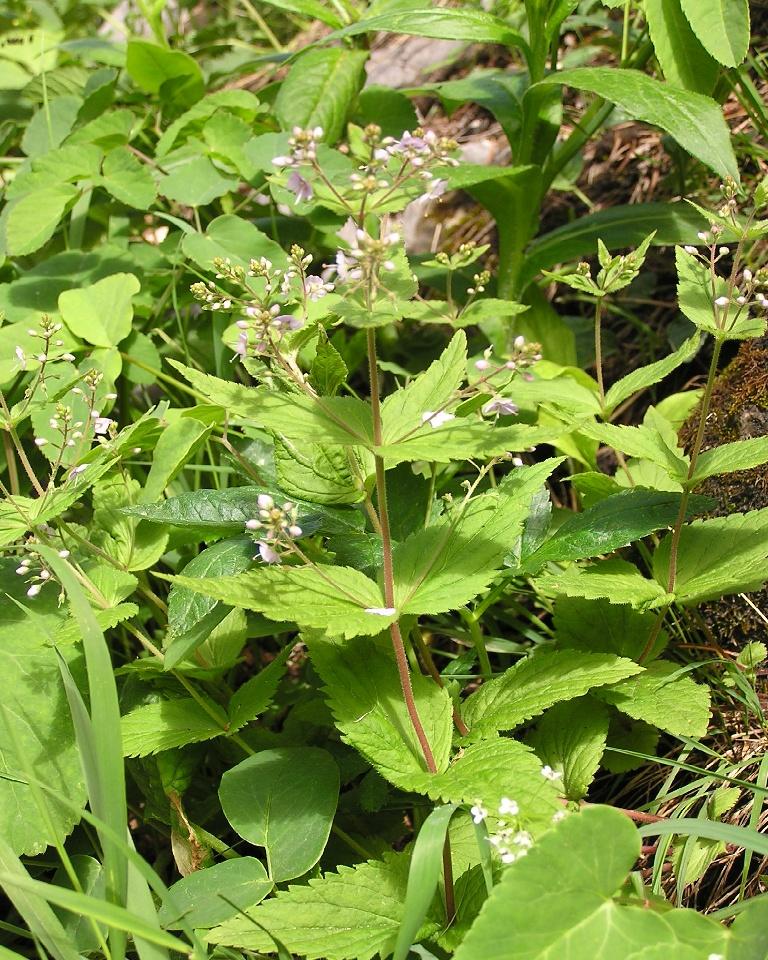
Habitus, gegenständige Laubblätter und seitenständige Blütenstände

### Vegetative Merkmale
Nesselblättrige Ehrenpreis handelt es sich um eine ausdauernde krautige Pflanze, die Wuchshöhen von 20 bis 70, meist jedoch 30 bis 40 Zentimetern erreicht. Sie ist meist nur am Grund und im Bereich des Blütenstandes verzweigt und ansonsten aufrecht. Der Stängel ist kurz flaumig behaart.
Die gegenständig am Stängel angeordneten Laubblätter sind sitzend. Die einfache Blattspreite ist bei einer Länge von meist 30 bis 70 (15 bis 95) Millimetern sowie einer Breite von meist 15 bis 35 (10 bis 50) Millimetern eiförmig oder länglich-eiförmig. Die Spreitenbasis ist breit-gerundet oder herzförmig ausgerandet. Das obere Ende der Blattspreite ist in eine scharfe, dreieckige Spitze ausgezogen. Der Blattrand ist scharf gesägt. Die dreieckige Blattspitze und der Blattrand erinnern ein wenig an die Laubblätter von Brennnesseln, dies führt zum wissenschaftlichen Artepitheton und ihren Trivialnamen.

### Generative Merkmale
Die Blütezeit reicht von Juni bis August. Die lockeren, traubigen Blütenstände stehen in den Achseln der Laubblätter, wobei letztere im obersten Teil des Stängels immer kleiner werden und dadurch manchmal der Eindruck eines endständigen Blütenstandes entsteht. Die Blütenstiele sind 6 bis 8 Millimeter lang.
Die zwittrigen Blüten sind vierzählig mit doppelter Blütenhülle. Die vierzipfelige Krone ist blassrosa bis weiß und hat einen Durchmesser von 5 bis 7 Millimetern.
Die wenig abgeflachten Kapselfrüchte sind apfelförmig, bewimpert und im Umriss fast kreisrund. Kapselfrucht enthält 15 bis 20 Samen. Die Samen sind 0,9 bis 1,4 × 0,5 bis 1,1 Millimeter groß.
Die Chromosomenzahl beträgt beispielsweise 2n = 18, seltener 16; 64 oder 128.

## Vorkommen
Der Nesselblättrige Ehrenpreis gedeiht in den Gebirgen Mittel- und Südeuropas, konkret in den Alpen, im Zentralmassiv und in den Pyrenäen. In den Kalkalpen ist er weit verbreitet.
Der Nesselblättrige Ehrenpreis wächst in Bergwäldern oder in Staudenfluren in Gebirgen. Der Nesselblättrige Ehrenpreis gedeiht meist in kalkhaltigen Böden. Veronica urticifolia kommt vor allem in Pflanzengesellschaften der Verbände des Fagion, Tilio-Acerion oder Adenostylion sowie der Unterverbände Lonicero-Fagenion, Galio-Abietenion oder Luzulo-Fagenion vor.
Die ökologischen Zeigerwerte nach Landolt et al. 2010 sind in der Schweiz: Feuchtezahl F = 3+w (feucht aber mäßig wechselnd), Lichtzahl L = 3 (halbschattig), Reaktionszahl R = 4 (neutral bis basisch), Temperaturzahl T = 2+ (unter-subalpin und ober-montan), Nährstoffzahl N = 3 (mäßig nährstoffarm bis mäßig nährstoffreich), Kontinentalitätszahl K = 3 (subozeanisch bis subkontinental).

## Taxonomie
Die Erstveröffentlichung von Veronica urticifolia erfolgte 1773 durch Nicolaus Joseph von Jacquin in Florae Austriacae, sive plantarum selectarum in Austriae archiducatu sponte crescentium, icones, ad vivum coloratae, et descriptionibus, ac synononymis illustratae. Viennae, 1, S. 37. Das Artepitheton urticifolia wurde gewählt weil die Laubblätter an Brennnesselblätter erinnern.